# Дунагири (гора)
Дунагири (англ. Dunagiri) — гора в Гималаях. Расположена в индийском штате Уттаракханд, неподалёку от горы и в пределах национального парка Нандадеви. Высота — 7066 метров (220-е место в мире).
На высоте от 4265 до 5213 метров расположен одноимённый ледник.

## Этимология
Согласно Рамаяне, Санджевани — волшебная трава, которая обладает свойствами излечивать нарушения нервной системы. Считалось, что лекарства, приготовленные из этой травы, способны придать сил в самых сложных ситуациях. Трава упоминается в Рамаяне, когда сын Раваны Индраджит (Мегханада) ранил Лакшману. Тогда Хануман решил принести Санджевани с горы Дронагири. Он не смог определить эту траву среди прочих растений, поэтому он поднял всю гору и принёс её на поле боя.

## История
5 июля 1939 года швейцарские альпинисты Андре Рош, Фритц Стьюри и Дэвид Зогг совершили первое восхождение. Их маршрут пролегал через юго-западный хребет. В 1975 году Джо Таскер и Дик Реншоу поднялись по юго-восточному контрфорсу, что стало важной вехой в истории альпийского стиля. В 1978 году первая экспедиция альпинистского клуба Австралийского национального университета совершила четвёртое восхождение через юго-западный хребет.

## Ледник
Ледник Дунагири отступил примерно на 484 ± 38 метров в период с 1962 по 2013 год, со средней скоростью отступления около 9 ± 0,6 метров в год. За этот период ледник потерял приблизительно 11% своей длины и освободил около 170 428 ± 7833 м² фронтальной площади. Отступление ледника Дунагири происходит с разной скоростью по сравнению с соседним ледником Бангни, что указывает на то, что изменение климата не является единственным фактором отступления ледников, и что геометрия ледника (размер, форма, наклон и ориентация) и топография бассейна также играют значительную роль.